# San Cristóbal Verapaz
San Cristóbal Verapaz («San Cristóbal»: en honor a su santo patrono original, Cristóbal de Licia; «Verapaz»: del latín, significa «verdadera paz») es un municipio del departamento de Alta Verapaz, localizado en la región conocida como Bosque lluvioso de clima oceánico de la República de Guatemala. Se encuentra aproximadamente a 29 km de la Ciudad de Cobán y a unos 210 km de la Ciudad de Guatemala. Pertenece al territorio lingüístico Poqomchi'.
En tiempos prehispánicos, la región comercializaba con poblados de Occidente, utilizando el cacao como moneda. Con el arribo de los españoles y la conquista pacífica de la región mediante las Capitulaciones de Tezulutlán, los caciques de Caccoh, encabezados por Pedro Bathaan, aceptaron la enseñanza cristiana por parte de Fray Juan de la Torre, O.P.. Se fundó casi al mismo tiempo que el pueblo de Cobán y como parte de la Capitanía General de Guatemala en los siglos xvii y xviii era la entrada a la Verapaz por el Occidente, lo que resultó en considerable desarrollo para el poblado. De hecho, San Cristóbal ya es mencionado en un relato fechado el 7 de diciembre de 1574.
En la Constitución Política del Estado de Guatemala, promulgada por asamblea legislativa del 11 de octubre de 1825, se menciona al poblado como perteneciente al circuito de Cobán del distrito N.°5 (Verapaz) para la administración de justicia. Por Acuerdo gubernativo del 28 de enero de 1932 la cabecera municipal fue elevada a la categoría de Villa, la cual se conoce con el sobrenombre de «La Pupila del Cielo».
Entre las más destacables atracciones que encierra este municipio es su laguna de Chichoj que esta a la orilla del pueblo y el parque Petencito. La cabecera está dentro de un valle de la Sierra Pampacché y su urbanización, desordenada, gradualmente ha ocupado las riberas de la laguna Chichoj. El área urbana del municipio tiene cinco barrios: Santa Ana, San Felipe, San Sebastián, San Cristóbal y Esquipulas. La cuenca de la laguna tiene 29.09 km² y representa el 15.31 % del área total del municipio.
La fábrica de Calzado Coban, fundada en 1914, es la fuente principal de trabajo; sus botas «Rhino», son producidas por más de novecientos empleados que las elaboran a mano. El resultado es el reconocimiento en diversos mercados por su alta calidad y durabilidad.

## Toponimia
Muchos de los nombres de los municipios y poblados de Guatemala constan de dos partes: el nombre del santo católico que se venera el día en que fueron fundados y una descripción con raíz náhuatl; esto se debe a que las tropas que invadieron la región en la década de 1520 al mando de Pedro de Alvarado estaban compuestas por soldados españoles y por indígenas tlaxcaltecas y cholultecas. En el caso de San Cristóbal Verapaz, este no fue fundado por Alvarado y sus soldados, sino por los frailes dominicos, encomendados con la conquista pacífica de Tezulutlán —«zona de guerra»—, región a la que llamaron luego «Vera Paz», por haberse convertido en el lugar de la «Verdadera Paz», y quienes llamaron al poblado en honor a Cristóbal de Licia, entonces un santo reconocido por la Iglesia Católica.

## Organización territorial y urbanismo
En el área rural cuenta con ochenta y nueve comunidades y en la cabecera municipal cuenta con cinco barrios: Santa Ana, San Felipe, San Cristóbal, San Sebastián y Esquipulas. El municipio está distribuido en las siguientes microrregiones: una villa, seis aldeas, cincuenta y siete caseríos, dieciséis fincas comunales, cinco barrios, cuatro cantones y tres colonias
Para su funcionamiento administrativo el municipio se encuentra dividido en doce microrregiones. Esta distribución obedece a la dinámica territorial de los lugales poblados importantes, dada la convergencia de otras comunidades por servicios de educación, salud y comercio: (1) Barrio Santa Ana, (2) Barrio San Cristóbal, (3) Vista Hermosa, (4) El Salmar, (5) Chiyuc, (6) La Reforma, (7) Santa Inés Chicar, (8)Santa Elena, (9) Panpacché, (10) El Rancho, (11) Pantzimaj y (12) La Providencia.
Existen dieciocho lugares poblados que por su concentración de servicios, relación con otros lugales poblados y distancia, se consideran de mayor importancia:
| N.º | Lugares importantes por microrregión | Lugares convergentes                                                                                   | N.º | Lugares importantes por microrregión | Lugares convergentes |
| --- | ------------------------------------ | --- | --- | ------------------------------------ | --- |
| 1.  | Barrio Santa Ana                     | Colonia El Petencito, Finca Nisnic, Cantón Oram, Colonia Paná, Santa Ana Pampur, Tucanjan, Pantup      | 2.  | Barrio San Sebastián                 | Agua Bendita, Barrio Estuipulas, Barrio San Cristóbal, Barrio San Felipe, Pankox, Caserío Venecia                                        |
| 3.  | Vista Hermosa                        | Chisiram, Villa Nueva                                                                                  | 4.  | El Salmar                            | Agua Blanca, San Joaquín, San José Chitusul, Santa Ana Pan Kix, Chisiram, Villa Nueva, Vista Hermosa, Saqlik, Santa María                |
| 5.  | Chiyuc                               | Aquil Grande, Chilley, El Alfiler, Finca El Rosario, Caserío la Independencia, Caserío Panek, Pantocan | 6.  | La Reforma                           | Pamac, Rexkix, Wachtuhq, Las Arrugas, La Esperanza                                                                                       |
| 7.  | La Pacaya                            | Chirehtzulchituj, Chirexkiche, Chitj Panhux, Najtilabaj                                                | 8.  | Paniste                              | Pancaseu |
| 9.  | San Lucas Chiacal                    | | 10. | San Inés Chicar                      | Las Victorias, Pancaseu, Panisté, Secoyon, Tinta                                                                                         |
| 11. | Baleu                                | Zacatón                                                                                                | 12. | Santa Elena                          | Saqixim, Quejá✞, Santa Rosa, Chepenal, Las Minas                                                                                         |
| 13. | Pampacche                            | Mexabaj, Panzal, San Sebastián El Refujio, Wachkob', Pambón Grande                                     | 14. | El Rancho                            | Ceero Verde, Santa María Agua Blanca, Chiworrom, Chipozo, Chisiguan, Wachkuz, Pamboncito, Panajmay, Nuevo Panhux, Santa Cruz del Quetzal |
| 15. | Pantzimaj                            | Chicuz, Panhux, Cedral                                                                                 | 16. | La Providencia                       | Quixalito, Pampur La Providencia |
| 17. | Cumbre Pamuc                         | | 18. | Navidad                              | |

Fuente: «Mapas de Guatemala en Línea». SINIT, SEGEPLAN. Guatemala. 2008. Archivado desde el original el 5 de marzo de 2008. Consultado el 5 de marzo de 2008.

## Geografía física

### Clima
El clima de San Cristóbal Verapaz está influenciado por la topografía y por la proximidad y altitud. Con respecto a la humedad relativa anual decir que es de 87,2%; y si nos fijamos en la precipitación pluvial anual, vemos que el municipio cuenta con un promedio de 1646 mm, y aunque existe lluvia durante casi todo el año, los meses de julio y septiembre son los más lluviosos y los de menor precipitación marzo y abril.
La cabecera municipal de San Cristóbal Verapaz tiene clima templado (Clasificación de Köppen: Cfb).
| Parámetros climáticos promedio de San Cristóbal Verapaz | Parámetros climáticos promedio de San Cristóbal Verapaz | Parámetros climáticos promedio de San Cristóbal Verapaz | Parámetros climáticos promedio de San Cristóbal Verapaz | Parámetros climáticos promedio de San Cristóbal Verapaz | Parámetros climáticos promedio de San Cristóbal Verapaz | Parámetros climáticos promedio de San Cristóbal Verapaz | Parámetros climáticos promedio de San Cristóbal Verapaz | Parámetros climáticos promedio de San Cristóbal Verapaz | Parámetros climáticos promedio de San Cristóbal Verapaz | Parámetros climáticos promedio de San Cristóbal Verapaz | Parámetros climáticos promedio de San Cristóbal Verapaz | Parámetros climáticos promedio de San Cristóbal Verapaz | Parámetros climáticos promedio de San Cristóbal Verapaz |
| Mes                                                     | Ene.                                                    | Feb.                                                    | Mar.                                                    | Abr.                                                    | May.                                                    | Jun.                                                    | Jul.                                                    | Ago.                                                    | Sep.                                                    | Oct.                                                    | Nov.                                                    | Dic.                                                    | Anual                                                   |
| ------------------------------------------------------- | ------------------------------------------------------- | ------------------------------------------------------- | ------------------------------------------------------- | ------------------------------------------------------- | ------------------------------------------------------- | ------------------------------------------------------- | ------------------------------------------------------- | ------------------------------------------------------- | ------------------------------------------------------- | ------------------------------------------------------- | ------------------------------------------------------- | ------------------------------------------------------- | ------------------------------------------------------- |
| Temp. máx. media (°C)                                   | 21.7                                                    | 23.2                                                    | 24.8                                                    | 25.5                                                    | 25.4                                                    | 24.5                                                    | 23.9                                                    | 24.2                                                    | 24.1                                                    | 23.2                                                    | 22.3                                                    | 22.1                                                    | 23.7                                                    |
| Temp. media (°C)                                        | 16.1                                                    | 17.1                                                    | 18.4                                                    | 19.4                                                    | 19.8                                                    | 19.9                                                    | 19.4                                                    | 19.4                                                    | 19.3                                                    | 18.5                                                    | 17.5                                                    | 16.9                                                    | 18.5                                                    |
| Temp. mín. media (°C)                                   | 10.6                                                    | 11.1                                                    | 12.1                                                    | 13.4                                                    | 14.3                                                    | 15.3                                                    | 14.9                                                    | 14.6                                                    | 14.6                                                    | 13.9                                                    | 12.7                                                    | 11.7                                                    | 13.3                                                    |
| Precipitación total (mm)                                | 70                                                      | 45                                                      | 62                                                      | 59                                                      | 139                                                     | 300                                                     | 270                                                     | 238                                                     | 290                                                     | 244                                                     | 150                                                     | 79                                                      | 1946                                                    |
| Fuente: Climate-Data.org                                |                                                         |                                                         |                                                         |                                                         |                                                         |                                                         |                                                         |                                                         |                                                         |                                                         |                                                         |                                                         |                                                         |

### Riesgos y Desastres Naturales

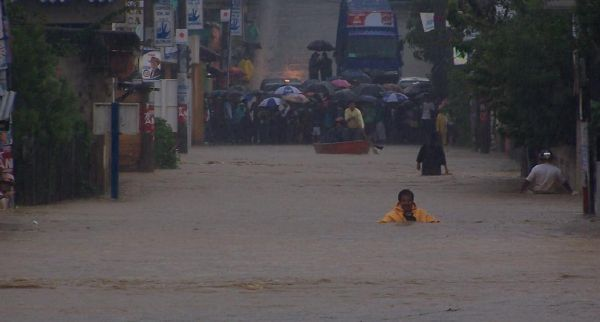
Inundación en el Barrio Santa Ana el 13 de agosto de 2007.

Diversos fenómenos naturales han afectado a la población. Una teoría de la formación de la laguna es la de origen tectónico ya que la región se encuentra dominada por las fallas del Polochic y Chixoy.
El área es propensa a las inundaciones; por ejemplo, las inundaciones provocadas por las lluvias del huracán Fifí en 1974, donde la Cruz Roja Departamental fue quién socorrió a la población ante los daños materiales, muertos y heridos provocados porque en ese tiempo no existían los medios para preparar a los habitantes en una contingencia de ese tipo. Posteriormente, el 31 de octubre de 1998 el Huracán Mitch produjo inundaciones en el casco urbano de la población, y el 13 de agosto de 2007 un sistema de baja presión provocó inundaciones importantes en los barrios procedentes de los ríos Chijuljá y Paná, los que se han denominado «de respuesta rápida» pues inundan regularmente la población.

#### Cerro Los Chorros

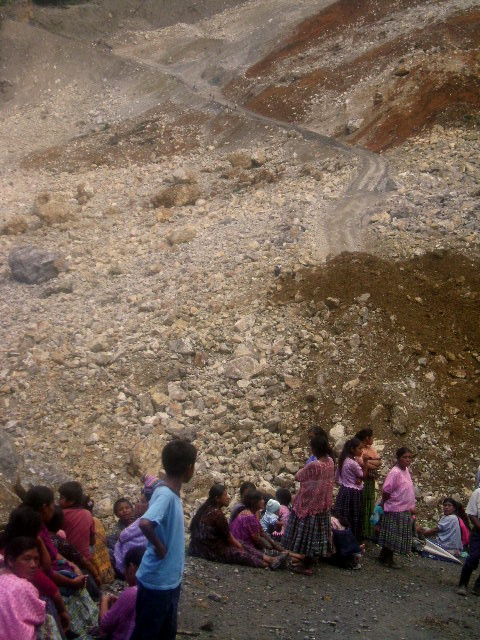
Pobladores cruzan el Cerro Los Chorros de San Cristóbal Verapaz en Guatemala

El 4 de enero de 2009 en el kilómetro 205 de la ruta 7W entre Chicamán, Quiché, y San Cristóbal Verapaz ocurrió un gigantesco derrumbe que sepultó a más de treinta y cuatro personas. El deslave fue de 1.5 kilómetros de ancho, dejando caer diez mil toneladas de tierra y roca de un cerro en la aldea Los Chorros. Al momento del alud (10:30 a. m.), unos cincuenta y dos jornaleros caminaban por las veredas aledañas porque el camión en el que se transportaban no pudo continuar debido a que el paso por el lugar estaba restringido por el riesgo de deslizamientos, ya que se habían producido varios derrumbes pequeños con anterioridad. De hecho, el 14 de diciembre de 2008 se produjo, en ese mismo lugar, un deslizamiento que dejó dos muertos y tres desaparecidos. Dado que la zona donde se encuentra el cerro pasan las ramificaciones de las fallas del río Polochic y del río Chixoy, se han hecho estudios para determinar si el deslizamiento se debió a una falla geológica o a las labores de construcción que se realizaban esa fecha en la vía.
El Gobierno anunció un Plan de Estabilización a cargo del Cuerpo de Ingenieros del Ejército y se habilitó una ruta alterna por la Aldea Agua Blanca, con la llegada de las lluvias, el material inestable del deslizamiento se ha desplazado hasta el río Chixoy provocando una represa natural, este embalse natural generado por los flujos de lodo y piedra que descienden desde el cerro Los Chorros, han puesto en riesgo el túnel de aducción de la Hidroeléctrica Chixoy que brinda energía a buena parte del país.
El 11 de octubre de 2011 a las 18:20 hora local, el U.S. Geological Survey registró un sismo de 4.5 en la escala Richter pero a una profundidad de 10.6 km, con epicentro en la población de San Cristóbal Verapaz, provocando rajaduras en la mayoría de casas de habitación, caída de objetos, sin ningún herido o fallecido, pero provocando pánico en los ciudadanos y preocupación en las autoridades por la situación de emergencia ya que la región se encuentra declarada como Zona de Alto Riesgo, manteniendo la CONRED el estado de alerta en Naranja y cuando suceden lluvias intensas o movimientos telúricos se eleva a rojo por la inestabilidad del lugar, y la constante actividad sísmica del país. La mayoría de seísmos sensibles en el lugar son provocados por movimientos de la falla Chixoy-Polochic, una de las siete que atraviesa el territorio guatemalteco y se mantiene en actividad, situación que preocupa porque Guatemala es un país con intensa actividad telúrica. Los eventos sísmicos se dan de forma cíclica y ocurren cada 30, 50 y 150 años. En el caso de la Falla de Motagua tiene un ciclo de ciento cincuenta años, la del Chixoy-Polochic mayor de cien años, y la de Jalpatagua ocurre aproximadamente cada treinta a cuarenta años.

### Ubicación geográfica
San Cristóbal está ubicado en el departamento de Alta Verapaz y sus colindancias son:
- Norte y noreste: Cobán, municipio del departamento de Alta Verapaz
- Sur y oeste: Chicamán, municipio del departamento de Quiché
- Este: Santa Cruz Verapaz, municipio del departamento de Alta Verapaz[10]

|                 | Norte: Cobán  | Nordeste: Cobán          |
| Oeste: Chicamán |               | Este: Santa Cruz Verapaz |
|                 | Sur: Chicamán |                          |

## Gobierno municipal
Los municipios se encuentran regulados en diversas leyes de la República, que establecen su forma de organización, lo relativo a la conformación de sus órganos administrativos y los tributos destinados para los mismos. Aunque se trata de entidades autónomas, se encuentran sujetos a la legislación nacional y las principales leyes que los rigen desde 1985 son:
| N.º | Ley                                                | Descripción |
| --- | -------------------------------------------------- | --- |
| 1   | Constitución Política de la República de Guatemala | Tiene una regulación legal específica para los municipios en los artículos 253 al 262. |
| 2   | Ley Electoral y de Partidos Políticos              | Ley de carácter constitucional aplicable a los municipios en el tema de la conformación de sus autoridades electas. |
| 3   | Código Municipal                                   | Decreto 12-2002 del Congreso de la República de Guatemala. Tiene la categoría de ley ordinaria y contiene preceptos generales aplicables a todos los municipios, e inclusive contiene legislación referente a la creación de los municipios.             |
| 4   | Ley de Servicio Municipal                          | Decreto 1-87 del Congreso de la República de Guatemala. Regula las relaciones entra la municipalidad y los servidores públicos en materia laboral. Tiene su base constitucional en el artículo 262 de la constitución que ordena la emisión de la misma. |
| 5   | Ley General de Descentralización                   | Decreto 14-2002 del Congreso de la República de Guatemala. Regula el deber constitucional del Estado, y por ende del municipio, de promover y aplicar la descentralización y desconcentración económica y administrativa.                                |

El gobierno de los municipios está a cargo de un Concejo Municipal mientras que el código municipal —ley ordinaria que contiene disposiciones que se aplican a todos los municipios— establece que «el concejo municipal es el órgano colegiado superior de deliberación y de decisión de los asuntos municipales […] y tiene su sede en la circunscripción de la cabecera municipal»; el artículo 33 del mencionado código establece que «[le] corresponde con exclusividad al concejo municipal el ejercicio del gobierno del municipio».
El concejo municipal se integra con el alcalde, los síndicos y concejales, electos directamente por sufragio universal y secreto para un período de cuatro años, pudiendo ser reelectos.
Existen también las Alcaldías Auxiliares, los Comités Comunitarios de Desarrollo (COCODE), el Comité Municipal del Desarrollo (COMUDE), las asociaciones culturales y las comisiones de trabajo. Los alcaldes auxiliares son elegidos por las comunidades de acuerdo a sus principios y tradiciones, y se reúnen con el alcalde municipal el primer domingo de cada mes, mientras que los Comités Comunitarios de Desarrollo y el Comité Municipal de Desarrollo organizan y facilitan la participación de las comunidades priorizando necesidades y problemas.

## Historia

### Primeros pobladores
Antes de la conquista, el grupo étnico Poqom se ubicó en el valle de Rabinal, algunos de sus asentamientos fueron: Chi' Tinamit, Nim Poqom, Kaq Yuuq' entre otros. “Los Poqom del norte ocupaban durante el siglo XVI un área relativamente pequeña en el territorio de la Verapaz. Dicha área se extendía en dirección desde el río Chixoy hasta Panzós en el río Polochic. El ápice del área estaba en Chamá sobre el río Chixoy; el extremo suroccidental era Santa Ana sobre el mismo río; la frontera sur era una barrera natural de territorio montañoso entre los valles del Polochic y el Motagua.

### Conquista pacífica de los dominicos
Antes de la llegada de los Frailes Dominicos, este lugar se denominaba Kab-Koj (español: «León Colorado»), y posteriormente los Poqomchíes que arribaron de Chamá y se establecieron en el Barrio de Santa Ana -bajo la dirección de Fray Francisco de Viana, O.P., el 14 de agosto de 1565, denominaron al lugar como «San Cristóbal Verapaz Kaj-Koj».

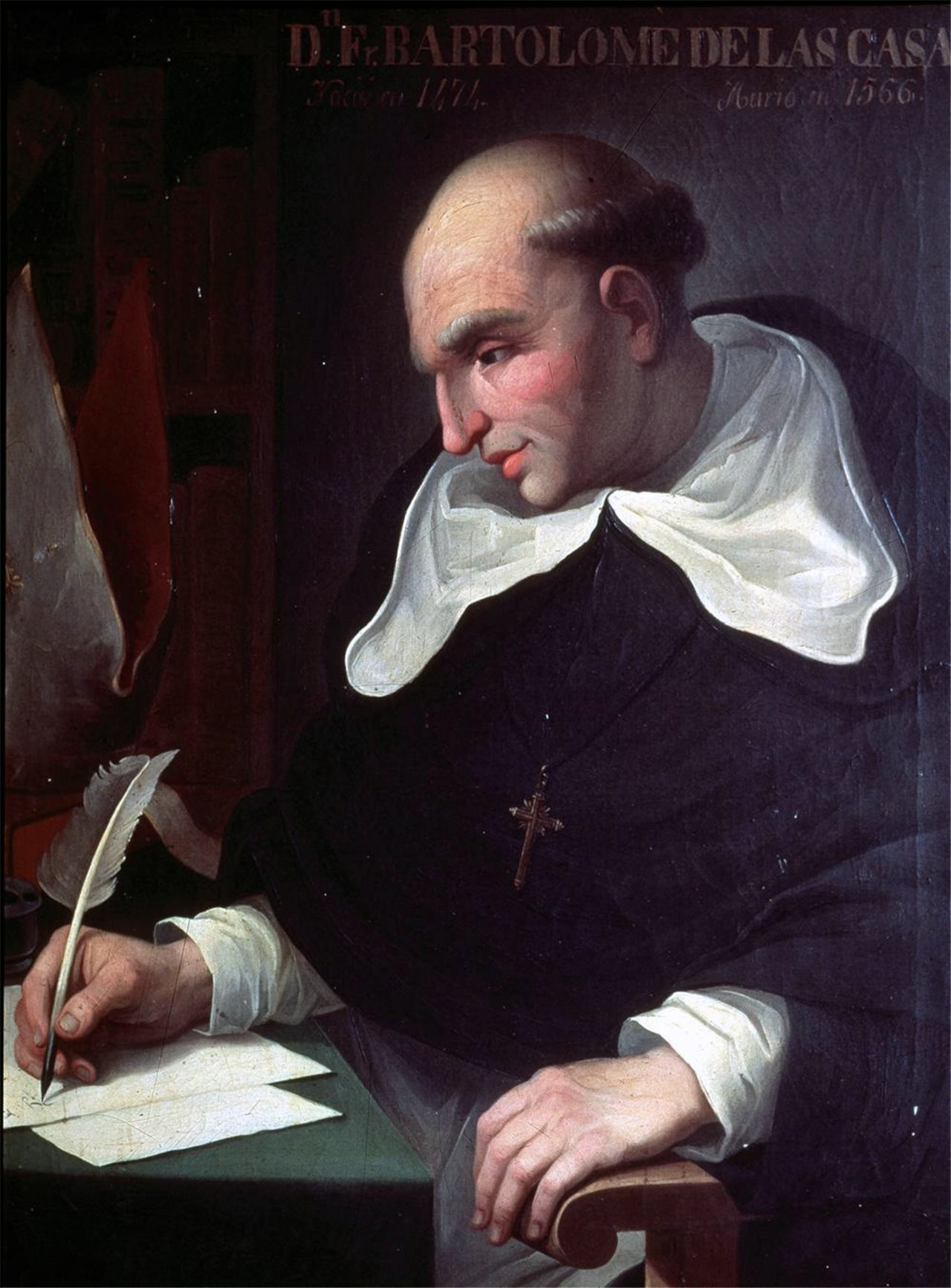
Fray Bartolomé de las Casas, O.P., quien junto a los frailes Rodrigo de Landa, Pedro de Angulo y Luis de Cáncer iniciaron la catequización de las Verapaces en 1542.

En noviembre de 1536, el fraile Bartolomé de las Casas, O.P. se instaló en Santiago de Guatemala. Meses después el obispo Juan Garcés, que era amigo suyo, le invitó a trasladarse a Tlascala. Posteriormente, volvió a trasladarse a Guatemala. El 2 de mayo de 1537 consiguió del gobernador licenciado Don Alfonso de Maldonado un compromiso escrito ratificado el 6 de julio de 1539 por el Virrey de México Don Antonio de Mendoza, que los nativos de Tuzulutlán, cuando fueran conquistados, no serían dados en encomienda sino que serían vasallos de la Corona. Las Casas, junto con otros frailes como Pedro de Angulo y Rodrigo de Ladrada, buscó a cuatro indios cristianos y les enseñó cánticos cristianos donde se explicaban cuestiones básicas del Evangelio. Posteriormente encabezó una comitiva que trajo pequeños regalos a los indios (tijeras, cascabeles, peines, espejos, collares de cuentas de vidrio...) e impresionó al cacique, que decidió convertirse al cristianismo y ser predicador de sus vasallos. El cacique se bautizó con el nombre de Juan. Los nativos consintieron la construcción de una iglesia pero otro cacique llamado Cobán quemó la iglesia. Juan, con 60 hombres, acompañado de Las Casas y Pedro de Angulo, fueron a hablar con los indios de Cobán y les convencieron de sus buenas intenciones.
Las Casas, fray Luis de Cáncer, fray Rodrigo de Ladrada y fray Pedro de Angulo, O.P. tomaron parte en el proyecto de reducción y pacificación, pero fue Luis de Cáncer quien fue recibido por el cacique de Sacapulas logrando realizar los primeros bautizos de los habitantes. El cacique «Don Juan» tomó la iniciativa de casar a una de sus hijas con un principal del pueblo de Cobán bajo la religión católica.
Las Casas y Angulo fundaron el pueblo de Rabinal, y Cobán fue la cabecera de la doctrina católica. Tras dos años de esfuerzo el sistema de reducción comenzó a tener un éxito relativo, pues los indígenas se trasladaron a terrenos más accesibles y se fundaron localidades al modo español. El nombre de «Tierra de Guerra» fue sustituido por el de «Vera Paz» (verdadera paz), denominación que se hizo oficial en 1547.

### Doctrina de los dominicos

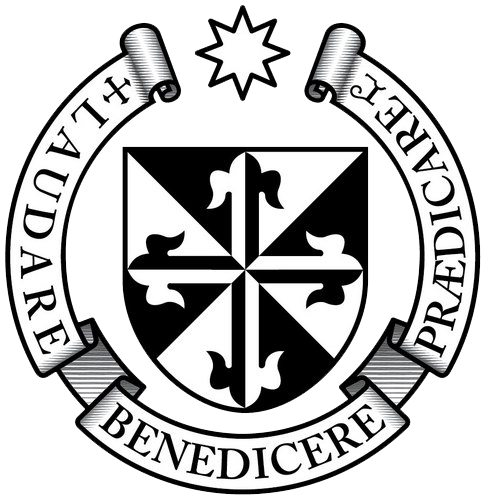
Escudo de la Orden de Predicadores.

La Corona española se enfocó en la catequización de los indígenas; las congregaciones fundadas por los misioneros reales en el Nuevo Mundo fueron llamadas «doctrinas de indios» o simplemente «doctrinas». Originalmente, los frailes tenían únicamente una misión temporal: enseñarle la fe católica a los indígenas, para luego dar paso a parroquias seculares como las establecidas en España; con este fin, los frailes debían haber enseñado los evangelios y el idioma español a los nativos. Ya cuando los indígenas estuvieran catequizados y hablaran español, podrían empezar a vivir en parroquias y a contribuir con el diezmo, como hacían los peninsulares.
Pero este plan nunca se llevó a cabo, principalmente porque la corona perdió el control de las órdenes regulares tan pronto como los miembros de éstas se embarcaron para América. Por otra parte, protegidos por sus privilegios apostólicos para ayudar a la conversión de los indígenas, los misionares solamente atendieron a la autoridad de sus priores y provinciales, y no a la de las autoridades españolas ni a las de los obispos. Los provinciales de las órdenes, a su vez, únicamente rendían cuentas a los líderes de su orden y no a la corona; una vez habían establecido una doctrina, protegían sus intereses en ella, incluso en contra de los intereses del rey y de esta forma las doctrinas pasaron a ser pueblos de indios que se quedaron establecidos para todo el resto de la colonia.
Las doctrinas fueron fundadas a discreción de los frailes, ya que tenían libertad completa para establecer comunidades para catequizar a los indígenas, con la esperanza de que estas pasaran con el tiempo a la jurisdicción de una parroquia secular a la que se le pagaría el diezmo; en realidad, lo que ocurrió fue que las doctrinas crecieron sin control y nunca pasaron al control de parroquias; se formaron alrededor de una cabecera en donde tenían su monasterio permanente los frailes y de dicha cabecera salían a catequizar o visitar las aldeas y caseríos que pertenecían a la doctrina, y que se conocían como anexos, visitas o pueblos de visita.
La administración colectiva por parte del grupo de frailes eran la característica más importante de las doctrinas ya que garantizaba la continuación del sistema de la comunidad en caso falleciese uno de los dirigentes.
En 1638, los dominicos separaron a sus grandes doctrinas —que les representaban considerables ingresos económicos— en grupos centrados en sus seis conventos: Los conventos estaban en: la ciudad de Santiago de los Caballeros de Guatemala, Amatitlán, Verapaz, Sonsonate, San Salvador y Sacapulas. Específicamente en la Verapaz, la doctrina abarcaba los pobladres de Cahabón, Cobán, Chamelco, San Cristóbal Verapaz y Tactic.

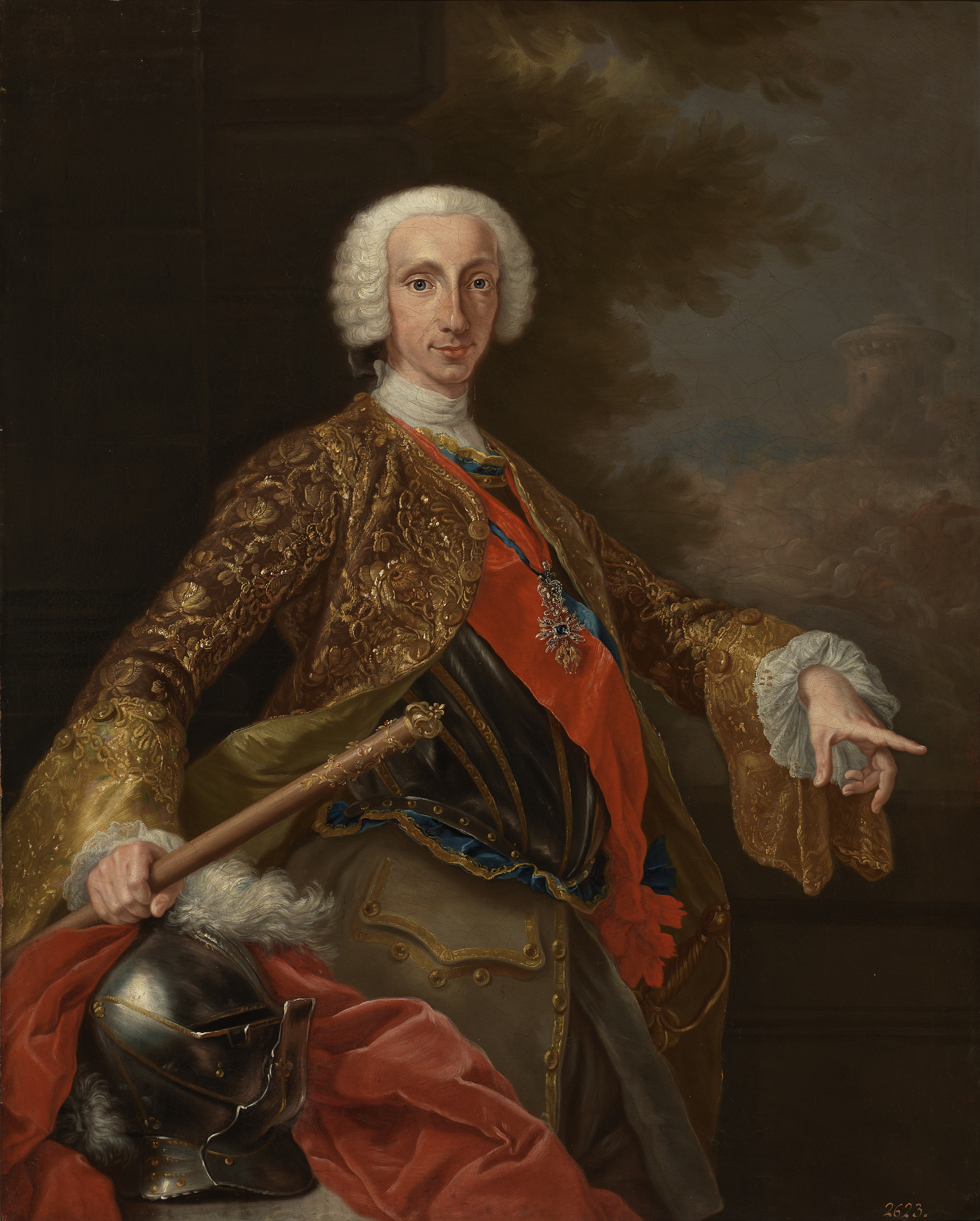
Rey Carlos III de España, promotor de las reformas borbónicas.

En 1754, en virtud de una Real Cédula parte de las Reformas Borbónicas, todos los curatos de las órdenes regulares fueron traspasados al clero secular. En 1765 se publicaron las reformas borbónicas de la Corona española, que pretendían recuperar el poder real sobre las colonias y aumentar la recaudación fiscal. Con estas reformas se crearon los estancos para controlar la producción de las bebidas embriagantes, el tabaco, la pólvora, los naipes y el patio de gallos. La real hacienda subastaba el estanco anualmente y un particular lo compraba, convirtiéndose así en el dueño del monopolio de cierto producto. Ese mismo año se crearon cuatro subdelegaciones de la Real Hacienda en San Salvador, Ciudad Real, Comayagua y León y la estructura político administrativa de la Capitanía General de Guatemala cambió a quince provincias:
Además de esta redistribución administrativa, la Corona española estableció una política tendiente a disminuir el poder de la Iglesia católica, el cual hasta ese momento era prácticamente absoluto sobre los vasallos españoles. Esta política de disminución de poder de la iglesia se basaba en la Ilustración.

### Tras la Independencia de Centroamérica
La constitución del Estado de Guatemala promulgada el 11 de octubre de 1825 estableció los circuitos para la administración de justicia en el territorio del Estado y menciona que el poblado de San Cristóbal era parte del Circuito Cobán en el Distrito N.º 5 de Verapaz junto con el mismo Cobán, Carchá, Santa Cruz, Purulá, San Joaquín, Santa Ana, Tamajú, Tucurú, Chamiquín y San Juan Chamelco.

### Demarcación política de Guatemala de 1902
En 1902, el gobierno del licenciado Manuel Estrada Cabrera publicó la Demarcación Política de la República, y en ella se describen a San Cristóbal Verapaz de la siguiente manera: «su cabecera es el pueblo del mismo nombre, a 20 km de Cobán, es de una clima generalmente frío, templado en algunas partes y caliente en otras. Los principales cultivos son: café, caña de azúcar y maíz, y la industria más notable, la fabricación de jarcia. Limita: al Norte, con la aldea de Sarrachoch; al Sur, con la Baja Verapaz; al Oriente, con el municipio de Tactic y el de Santa Cruz, y al Occidente, con el departamento del Quiché».

### Conflicto Armado Interno
San Cristóbal Verapaz, fue afectado enormemente por la Guerra civil de Guatemala, específicamente a inicios de la década de 1980, ya que debido a su situación geográfica estaba cerca del campo de acción del Ejército Guerrillero de los Pobres y de las regiones petroleras de Chisec e Ixcán. En este municipio se realizaron masacres, desapariciones forzadas, torturas, aldeas destruidas, atentados a comercios públicos y edificios municipales con cauda de cientos de civiles muertos, realizadas según el Informe de la Comisión para el Esclarecimiento Histórico, por los militares guatemaltecos, las PAC y los guerrilleros izquierdistas.

## Economía

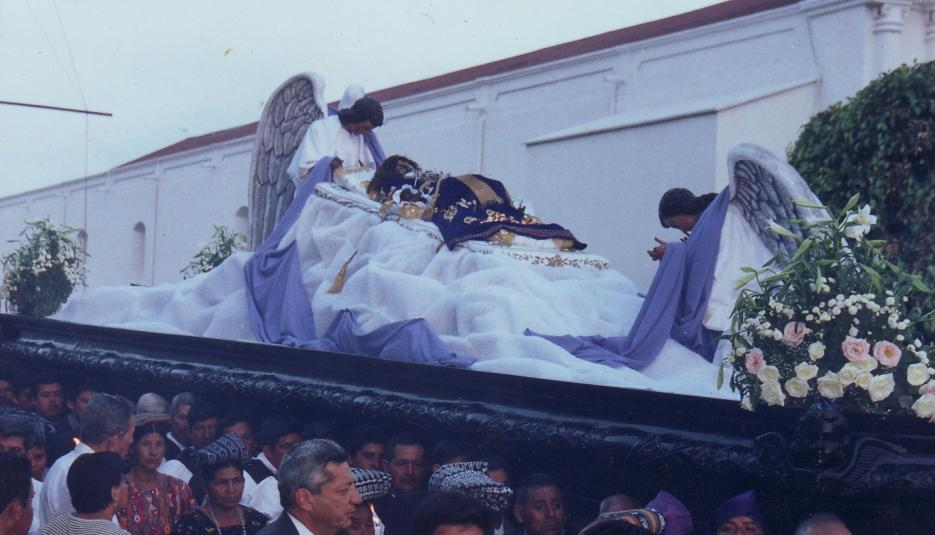
Procesión Señor Sepultado el Viernes Santo.

En Alta Verapaz, la población económicamente activa (considerando aquella de más de 7 años de edad) representa el 80.25% del total de la Región II. La PEA del municipio de San Cristóbal Verapaz representa el 5.9% del total del departamento de Alta Verapaz. La mayor parte de la población se dedica a la agricultura (66.5%), seguido del sector industria y manufactura con un 12.7%.

### Principales Fuentes de Trabajo y Desempleo
La mayor parte de la población se dedica a la agricultura (66.5%), seguido del sector industria y manufactura con un 11.7%. En San Cristóbal existen un total de 12 industrias registradas, 41 comercios, 10 establecimientos de servicios diversos y 7 empresas de transportes que representan el 7.14%, 3.08% 4.13% y el 6.36% respectivamente del total de empresas registradas en el departamento. Opera la industria Luces del Norte anteriormente conocida como Calzado Cobàn, que es la empresa industrial más grande de la región con un promedio de 800 empleados que representan el 8.08% de la PEA del municipio.

### Agricultura
El municipio es rico en recursos naturales aprovechados para el cultivo agrícola aunque con los años han sido explotados de manera indiscriminada, repercutiendo considerablemente en el bienestar de sus habitantes. Pese ello, aún se conservan grandes áreas de bosques naturales con un alto porcentaje de vegetación, siendo su topografía bastante quebrada.
Estas zonas boscosas se encuentran mayoritariamente en la ruta a Quixal, con más de 2,37 manzanas de bosques, según el Instituto Nacional de Bosques (INAB). Destacar, además, el alto porcentaje de extensión del municipio sin bosque que afecta grandemente el deterioro ambiental, principalmente las cuencas hidrográficas, haciendo de éstas, una de las zonas del país donde ocurre mayor pérdida de bosques, además de Izabal y Petén.
Concretamente presenta un total de 38,830.4 hectáreas, siendo un 46.9 % de extensión con bosque y el resto, 53.1% sin bosque.
En cuanto al uso y aprovechamiento de los suelos en el municipio es óptimo, puesto que la mayor parte de los suelos que no son aptos para cultivos, son utilizados para la producción de granos básicos como el café. Además, se cultiva maíz, frijol, pacaya, cardamomo, pimienta y aguacate.

### Artesanías
Entre sus artesanías están los tejidos, alfarería, muebles de madera, petates de palma, cerería, talabartería, velas.

### Industria
La industria Cristobalense es la principal fuente de trabajo en la población: La fábrica de Calzado Luces del Norte; exporta en el ámbito internacional. La industria de plantas ornamentales que exporta también a escala internacional. Además existen 2 fábricas de colchas que exportan a nivel departamental. Existe una buena parte de la población desempleada que emigra a la ciudad capital y a los Estados Unidos.

## Recursos naturales

### Recursos Hídricos

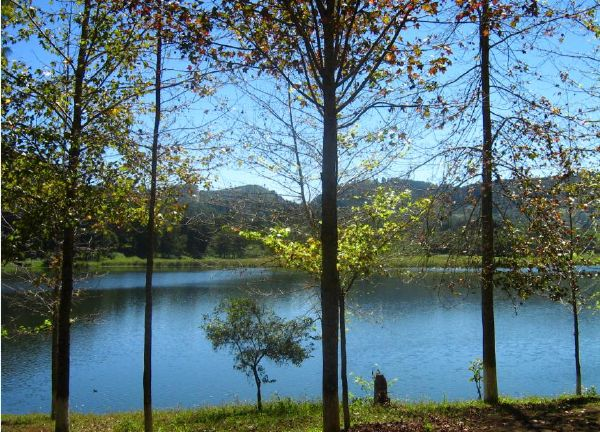
Laguna Chichoj.

El río más importante lo constituye el río Negro o Chixoy que sirve de límite tanto municipal como entre los departamentos de Alta Verapaz y El Quiché. Aquí se construyó la presa Chixoy que es la fuente más grande de electricidad en Guatemala.
En la subcuenca de la Laguna Chichoj, hay tres tipos de recursos hídricos: ríos y riachuelos, manantiales y lagunas y lagunetas. El elemento de mayor importancia en cuanto al volumen del recurso es la Laguna Chichoj, con un aproximado de cuatro millones de metros cúbicos, sin embargo la composición química de sus aguas limita el uso para consumo humano, reduciendo sus posibles usos a la irrigación para agricultura.
El principal recurso hídrico explotado para consumo humano es el nacimiento del río Chijuljá (español: «ojo de agua») -también llamado río Paná-, que abastece al casco urbano de San Cristóbal Verapaz entre los que están el barrio «La Reforma» y el barrio «Las Arrugas».
Existen varias fuentes que producen un volumen de agua significativo pero están siendo mal utilizados, en especial los nacimientos de «Agua Bendita» y «Pampur», en los cuales se han colocado piletas de lavado y parte de sus aguas no se utilizan para consumo.

### Recursos maderables
La madera es el principal recurso extraído del bosque que se utiliza como fuente de energía para cocinar y aprovechamiento comercial. En menor escala, la madera es utilizada para la carpintería, tallado y construcción de viviendas. El bosque contribuye a la protección de otras especies vegetales, como plantas medicinales y epifitas. Las plantas medicinales son aprovechadas tradicionalmente por la población. La extracción de plantas ornamentales (epifitas) no fue mencionada como actividad productiva en los diagnósticos comunitarios. Con respecto a la vegetación acuática, de la laguna se extrae tul utilizado para la fabricación de petates. Dado que cuenta con dos climas, hay variedad de plantas en sus bosques tales como orquídeas de diversas clases de consumo como el chipilín, medicinales y de industria.

### Fauna
Aún se cazan en el bosque algunos mamíferos menores como la cotuza, armadillos, tepezcuintle, ardillas y conejos silvestres para el consumo. Tanto la deforestación como la cacería han provocado la desaparición de fauna nativa.
La contaminación de la laguna Chichoj ha provocado la desaparición de peces nativos y limitando el aprovechamiento de éstos como fuente de alimento, exceptuando la especie guapote, que fue una de las introducidas en la laguna por sus características de resistencia y fertilidad. Aún se observan grupos de pescadores que colectan ejemplares de esta especie, no obstante los estudios realizados en tejidos de lobina y Cichlasoma maneguense, concluyeron que ambas especies no son aptas para consumo humano, por las concentraciones de metales tóxicos y cancerígenos, como el plomo y el zinc, que se encuentran por encima de lo recomendado por las normas internacionales (Álvarez, 1995).
Además está siendo afectada hace varios años por el crecimiento inmoderado de ninfa la cual secó gran parte de las orillas y está reduciendo el tamaño, la población trabaja en la limpieza y extracción para poder manter un control que se encuentran por encima de lo recomendado por las normas internacionales (Aldana, 2010).
El grupo taxonómico más diverso que ha sido reportado en la Laguna de Chichoj son las aves. Se han reportado 145 especies de las cuales el 60% son residentes y 40% migratorias. Entre este amplio listado encontramos aves adaptadas a distintos hábitat. En la cercanía de la Laguna Chichoj se encuentran especies propias de humedales como los zambullidores, cormoranes, garzas patos, y gallinetas. Erróneamente se le ha denominado Pato Poc a una especie de zambullidor, ya sea Podilymbus podiceps o Tachybaptus dominicus, cuya población ha prácticamente desaparecido de la laguna según cuentan habitantes de las comunidades perimetrales.
En los hábitat boscosos y fragmentados se encuentran especies como las: charas (Cyanocorax melanocyneus), chachalaca (Ortalis vetula) gavilanes (ej. Accipiter striatus), aguilillas (ej. Buteo sp.), palomas (Columba sp) colibríes ( Ej. Amazylia cyanocephala), carpinteros (Centurus aurifrons y Melanerpes fornicivorous), trepatroncos (Dendrocolaptes picummus puncticollis), clarín jilguero (Myadestes occidentalis), vireos (Vireo spp.), semilleros (ej. Volatinia sp.), tangaras (Piranga sp.), y oropéndolas (Psarocolius w.wagleri) entre otros.
Se identifica una importancia diversidad de «Chipes», alrededor de veinticuatro especies, entre los que se encuentra el chipe caridorado ( Dendroica chrysoparia), que es una especie migratoria altamente amenazada en Estados Unidos porque sea reducido su hábitat migratorio.
La ictiofauna nativa, o sea la riqueza de peces, de la Laguna de Chichoj, ha sido prácticamente sustituida por especies exóticas como el guapote (Cichlasoma managüense), carpa (Ciprinidae), lobina (Micropterus salmoides) y la tilapia (Oreochromis sp.). Entre las especies nativas se reconocía especies de mojarra (Cichlasoma sp.). En cuanto a herpetofauna (anfibios y reptiles), solo se había reportado especies de culebras como las culebras raneras, de la familia Culebridae y Viperidae, y corales (Elapidae). Existen reportes de lagartijas (Amphisbaenia) y sapos del género (Bufo spp).

## Servicios de la población
Los principales servicios tales como servicios comerciales, bibliotecas, salones comunales, rastro e instituciones educativas y servicios de telecomunicaciones servicios de Internet, celulares y líneas telefónicas domiciliares, se ubican en el área urbana. La mayor parte de las comunidades cuentan con escuelas primarias, sin embargo para la educación secundaria deben desplazarse hacia la cabecera municipal. Lo mismo sucede con los servicios de salud, siendo Chiyuc, el único de los centros poblados fuera de la cabecera, que cuenta con un centro de convergencia, que capacita a grupos de mujeres que fungen como guardianas de salud.

### Electrificación
En un porcentaje de 66% la población urbana y rural tiene acceso a la energía eléctrica.

### Agua potable
El servicio de agua entubada es mala, está contaminada y en el tiempo de verano es escasa.

### Educación

#### Nivel de escolaridad
En educación podemos encontrar cuatro niveles educativo, el nivel preprimario (4,5 y 6 años), primario (1.º, 2.º, 3.º, 4.º, 5.º y 6.º grado), básico y diversificado, siendo el nivel preprimario y primario los que ocupan el 82.17% de la población escolarizada. La educación local existente pertenece al sector oficial, sector privado, y sector PRONADE. El de mayor cobertura es el Sector Oficial con 47 establecimientos, el sector privado cubre la cantidad de cinco establecimientos y doce del sector PRONADE.
En cuanto a la infraestructura, el 95,60% representa la totalidad de centros educativos que prestan sus servicios en todo el municipio, de ellos el 76,8% representan el nivel primario, el 14,82% al nivel básico y solamente 4,02% hace referencia al nivel diversificado.
En el nivel primario, la mayoría de las escuelas cuentan con infraestructura formal, predominando escuelas de dos y tres aulas, aunque en algunos casos el edificio se ha hecho insuficiente por el incremento de la población escolar.
La tasa neta de escolaridad es de 77,81%, siendo el municipio que ocupa el 9.º lugar a nivel.

#### Ciclo básico
En lo referente a la educación en el ciclo básico, en el municipio funcionan ocho establecimientos donde se imparte la educación básica de tipo Telesecundaria (modalidad para el ciclo básico que tiene una metodología particular, en el que se utiliza equipo tecnológico) y educación básica, estos se encuentran ubicados en la cabecera municipal con doble jornada y en el área rural: Chiyuc, Chicuz, Santa Elena, Aquil Grande, Salmar, Santa Inés Chicar, La Reforma y Las Pacayas, los cuales han funcionado en jornadas de tarde en las instalaciones del nivel primario. Esto denota una descentralización de los servicios, sin embargo los estudiantes tienen que movilizarse hacia los lugares donde se encuentran ubicados estos centros educativos.
En lo que se refiere al nivel de educación diversificada, la movilidad de los estudiantes es del 100%, el municipio cuenta con cinco centros educativos de este tipo pertenecientes al sector privado pero éstos se encuentran situados en la cabecera municipal. Sin embargo persiste la movilización de los jóvenes hacia la cabecera departamental, ya que no se cuenta con la suficiente cobertura de carreras que respondan a las necesidades de la población.
En la década de 2000 se instauró en el municipio las modalidades de Bachillerato de Ciencias y Letras, con orientaciones en Mecánica Automotriz, aunque éstas aún no son suficientes para satisfacer la demanda de la población.

#### Educación superior
En el municipio no hay atención hacia la educación superior, sin embargo, por la cercanía a la cabecera Departamental, y la oferta de carreras en las distintas ciencias de la educación brindadas por universidades tanto privadas como la pública, hace que la población continúe con su formación académica, lo que antes no sucedía por falta de oportunidades, ello hace que sea necesario trasladarse a la ciudad capital, esta situación provoca por tanto la migración estudiantil temporal o definitiva. A pesar de ello, el contexto ha ido mejorando desde hace aproximadamente 5 años debido a la oferta del transporte colectivo del estudiantil.

#### Analfabetismo
El municipio cuenta en el año 2009 con un índice de alfabetismo del 62, 93%, siendo el 70,87% de ellos hombres y el 55, 45% mujeres, ello refleja la brecha existente a nivel nacional del 37,07% que se requiere para lograr el 100% de alfabetismo en el país.
Sin embargo el esfuerzo para lograr que exista igualdad de género será mayor debido a que los servicios de educación no responden a las necesidades de la población mayoritariamente indígena, la cual se encuentran en el área rural, mientras los servicios se concentran en la cabecera municipal.

### Salud
En el área urbana el municipio de San Cristóbal cuenta con 1 Hospital tipo “A”. Y en el área rural hay 2 puestos de salud en las aldeas El Rancho (ruta Quixal) y Santa Elena (ruta Chixoy).

### Seguridad
La población Cristobalense tiene una sede de la Policía Nacional Civil encargada de garantizar la seguridad, así mismo esta la Policía Municipal.

## Medios de Comunicación y Transporte
Entre los servicios de comunicación existentes están: el acceso Telefónico, Correos y Telégrafos, servicio de cable e Internet.
De Transporte solamente por la vía terrestre, urbano y extraurbano.

## Cultura
En las fichas de sitios arqueológicos del IDAHE se reportan dos en el área de estudio, El Zopilote y San Cristóbal, localizados en el Barrio San Sebastián y al Norte de San Cristóbal Verapaz, respectivamente. Según investigación de campo, ambos sitios han sido destruidos y actualmente existen viviendas. Otro recurso cultural, en este caso por su importancia para las comunidades del área son: Cerros Cajcoj, Cosul y Panexcalera, y numerosas cuevas y sitios para la celebración de ceremonias religiosas.

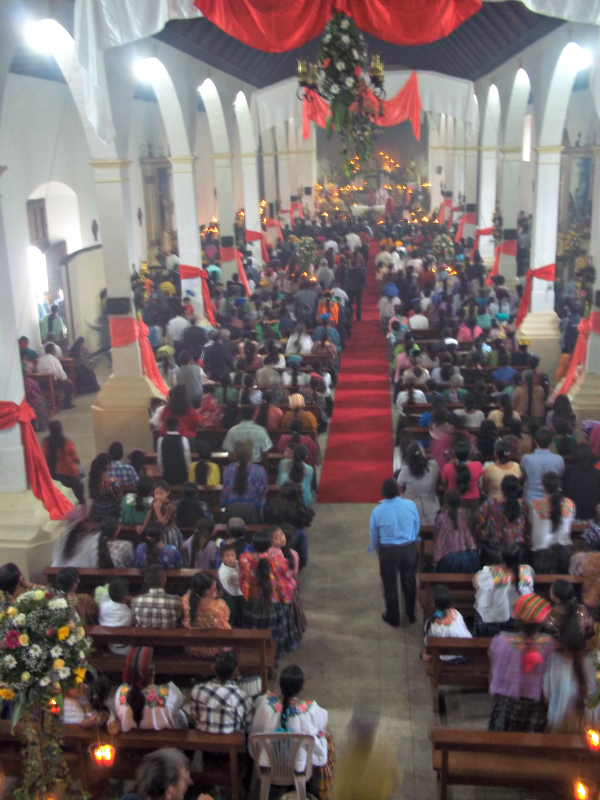
Parroquia de San Cristóbal en su Fiesta Patronal

Entre los principales rasgos culturales destacan: la cultura y el idioma poqomchí, el traje, la religión, artes y artesanías populares. El traje es una pieza ya perdida, pues la mujer ha adoptado casi el traje cobanero o tactiqueño, pero el ceremonial era una Enagua café o azul, llamada Uhq, envuelta la mujer, lo ataba con una banda (camalsá) roja, la blusa o gúipil que se usa como parte del traje es llamada Po't, de color blanco manchada a propósito de achiote (significando la laboriosidad de la mujer y la sangre de su estirpe roja) es tejida a mano y se usa sobre una prenda de algodón llamada camisa, adorna sus manos con anillos de plata y chachales de corales. El vestido de los hombres, consiste en pantalones blancos, saco de tela negra y un sombrero de paja. El traje de trabajo consiste en pantalones y camisa de dril. Estos trajes se utilizan cada vez menos.
Durante el periodo de Pascua, los habitantes de los distintos barrios de San Cristóbal colaboran en la creación de coloridas alfombras para marcar el camino de las procesiones de Semana Santa. los habitantes colaboran de una manera activa, Los vecinos salen a las calles a elaborar las largas alfombras por las que más tarde pasaran las diferentes procesiones. Estas alfombras están hechas de forma artesanal utilizando serrín, tintes, adornos florales, frutas, purpurin, etc. San Cristóbal es conocido por elaborar la más larga de Guatemala con un kilómetro de longitud. Un ejemplo de estas alfombras es la que se realiza desde el templo del calvario hasta la plaza de la Iglesia Parroquial, la más larga de Guatemala con casi un kilómetro de longitud. La Hermandad de Jesús Nazareno de la Reseña y Virgen de Dolores realiza cada año la festividad de aniversario, cumpliendo en 2012 sus 134 años de salir en procesión.

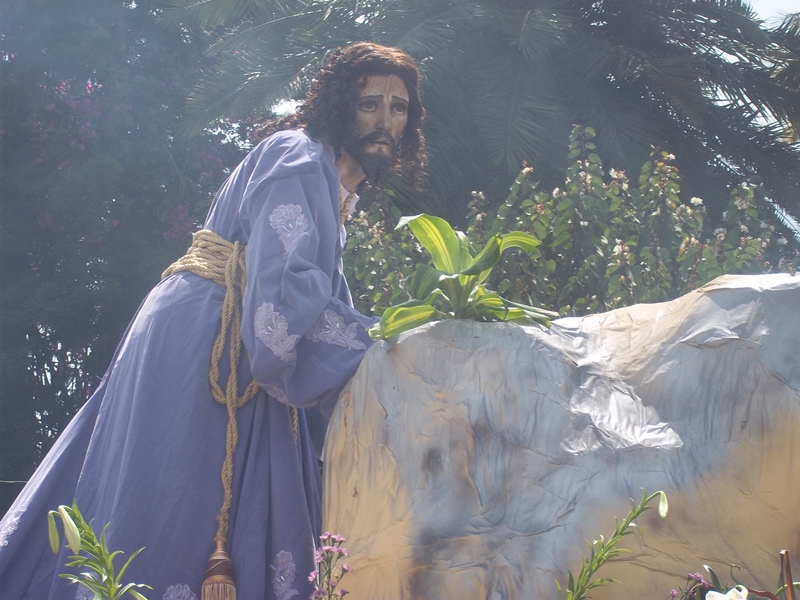
Jesús Nazareno de la Reseña

También existen Hermandades de Jesús Nazareno y Virgen Dolorosa del Templo El Calvario, de Corpus Christi, del Santísimo entre otras. Hay quince cofradías encargadas de servir cada una a un Santo. Las cofradías integradas por mujeres tienen la responsabilidad de proveer flores a los Santos y organizar las comidas el día de fiesta. Son tres los lugares importantes que se visitan durante las procesiones que se celebran el día de cada Santo: La Iglesia Católica situada en el centro del pueblo, la Capilla del Calvario y la Capilla de la Cofradía. Existe sincretismo entre la fe católica y las creencias ancestrales mayas, hay lugares sagrados (cerros y cuevas) en donde se practican ceremonias. Otras religiones La Evangélica con diferentes sectas y la Iglesia de Jesucristo de los Santos de los Últimos Días.

### Poqomchi
Durante muchos años, la comunidad Poqomchi’ convivió y compartió territorio con los Rabinaleb’. Pero más tarde, debido a una serie de problemas las tierras quedaron divididas de tal manera que los Poqomchi’es se establecieron en unas montañas cercanas al pozo Chi’choi.
Pasado un tiempo, la comunidad Poqomchi’ fue invadida por los k’iche’es, quienes fueron a reclamar las tierras que ellos estaban ocupando. Así pues, los Poqomchi’es finalmente se ubicaron en los márgenes del pozo, en una zona llamada Kaqkoi, lo que se conoce actualmente como San Cristóbal de Verapaz. Cabe mencionar que el pozo siguió su crecimiento y actualmente es una laguna, siendo motivo de emigración de algunos habitantes a otras tierras, asentándose posteriormente en lo que son actualmente las poblaciones de Santa Cruz, Tactic, Tamahú y Purulhá.
La comunidad Poqomchi’e profesa en su mayoría la religión católica. Las celebraciones religiosas son llevadas a cabo por los mertooma y ajkamaj, es decir, mayordomos o cofrades. Estos mayordomos o también llamados Poqom K’amlB’eeh, aportan la cantidad económica necesaria para que se celebre la fiesta patronal.
En lo que se refiere a la lengua de dicha comunidad, el idioma Poqomchi’, es una de los 21 idiomas reconocidos por la K’ulb’il Yol Twitz Paxil, Academia de Lenguas Mayas de Guatemala. Dicho idioma se habla dentro del ámbito geográfico situado en los departamentos de Alta Verapaz: San Cristóbal de Verapaz, Santa Cruz de Verapaz, Tactic, Tamau, parte de Tucurú y la Tinta; y en los departamentos de Baja Verapaz: Purulhá, en el Quiché en partes de Chicaman y Uspantán.
Desde que se produjo la conquista de Guatemala, los idiomas nativos, en este caso el Poqomchi’, han sufrido una situación de desventaja en relación con el idioma oficial, el castellano. Todo ello ha influido en el ámbito de uso del idioma, de tal manera que se pasó a usar casi exclusivamente a nivel oral. Por tanto, el idioma Poqomchi’ no se ha desarrollado a nivel escrito.

### Fiestas patronales
| Fechas         | Barrio                                                                                                   | Fechas         | Barrio               |
| -------------- | --- | -------------- | -------------------- |
| 13-15 de enero | Barrio Esquipulas                                                                                        | 17-20 de enero | Barrio San Sebastián |
| 20-25 de julio | - Barrio San Cristóbal - El Patrono del Pueblo Santiago Apóstol - San Cristóbal, patrono de la Parroquia | 24-26 de abril | Barrio San Felipe    |
| 20-25 de julio | Barrio Santa Ana                                                                                         |                |                      |

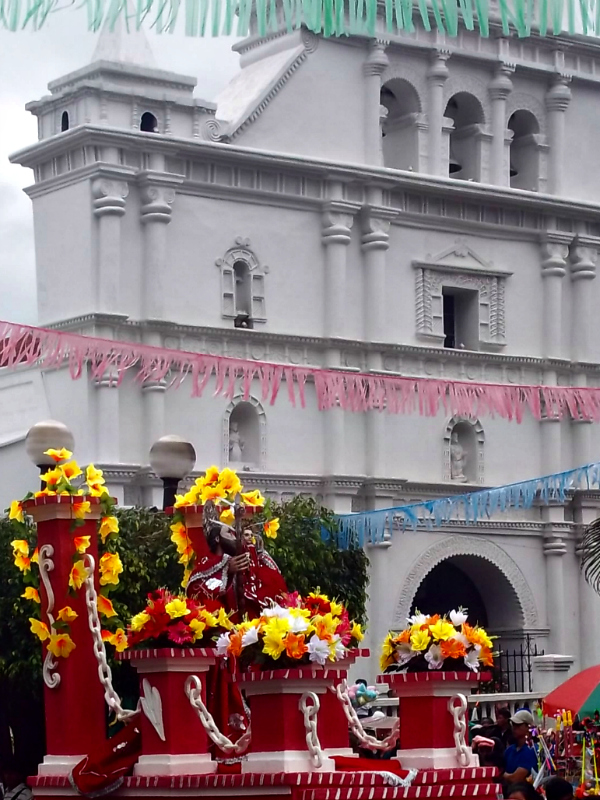
Procesión de San Cristóbal Mártir

Las denominadas «fiestas julias» son antecedidas por las elecciones de «Señorita San Cristóbal» —quien representa al municipio en el evento departamental «Señorita Monja Blanca»—, y de «Rixq’un Kaq Koj» que representa a San Cristóbal Verapaz en los eventos de «Princesa Tezulutlán» y «Rabin Ajau». También se realizan los eventos infantiles Reina Infantil y Rihmaam Chichoj.
La feria se celebra con actividades religiosas, culturales, deportivas y sociales; en décadas recientes solamente se ha suspendido en dos oportunidades: en 1991 por una pandemia de Cólera y en 2009 por la pandemia de la Gripe A (H1N1).[cita requerida]

### Arte
Productos de maguey en telar de pie: la elaboración de estos productos de maguey es una tradición Poqomchí, se distingue los morrales, maguey trenzado y teñido y Jarcia; es singular la fábrica de papel de maguey, Huj en poqomchí, en la aldea Nisnic.
- Productos de madera: Marimbas y madera labrada, la más importante es la fábrica de la Calle del Calvario. Carpintería en general.

- Productos del cuero: Toda clase de productos de cuero, existiendo numerosas talabarterías.

- Productos de hilo: Colchas con hilo de algodón.

- Productos de Tul: Fabricación de petates. Es una tradición que se está perdiendo, la materia prima utilizada procede de la laguna, por lo que es un recurso a conservar.

- Productos de cera: Candelas y veladoras.

- Artes: Pintura, en el municipio hay varios pintores reconocidos.

- Danzas y estampas: Se practican las danzas de El Venado, El Torito, Los Koxolos, El negrito, La Conquista, La Catarina y Los Moros. Las estampas son bailes que representan historias cortas con moraleja.

- Decoraciones: Durante las fiestas religiosas las procesiones pasan sobre alfombras hechas con aserrín, cal y flores. Se distingue la alfombra que se realiza el Viernes Santo desde el Calvario hasta la Iglesia y que mide poco más de un kilómetro

## Personas destacadas

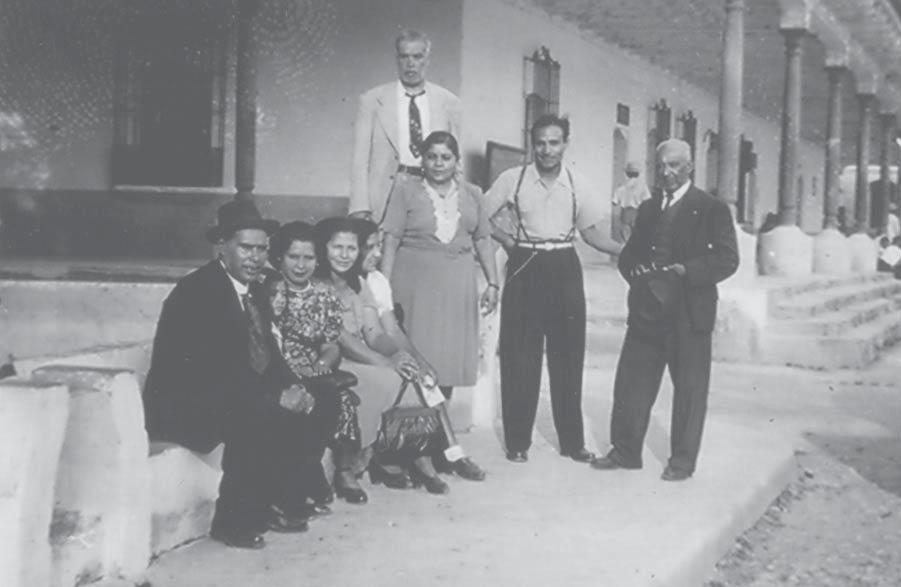
Hermanos Narciso Chavarría en 1947. El maestro compositor Rodolfo Narciso Chavarría está de pie atrás del grupo.

### Erick Bernabé Barrondo García
Marchista. Nacido el 14 de junio de 1991. Nacido en la Aldea Chiyuc en San Cristóbal Verapaz en departamento de Alta Verapaz, Guatemala. Destaca por ser el primer atleta guatemalteco en conseguir una medalla olímpica (Londres, 4 de agosto de 2012). Es conocido como el mejor atleta de todos los tiempos de Guatemala y conocido con el mote de «El príncipe de Londres» es el orgullo de las Verapaces.

### Rodolfo Guerrero
Violinista. Nació en San Cristóbal Verapaz el 23 de febrero. Obtuvo una beca de postgrado en 1966 de la Liga Americana de Orquestas Sinfónicas en California y West Virginia, en Estados Unidos. En 1974 obtuvo otra para un concurso de música de cámara en Siena, Italia. Catedrático de viola en el Conservatorio Nacional de Música e integrante de la Orquesta Sinfónica de Guatemala, donde fue violinista principal.

### Rodolfo Narciso Chavarría
Oriundo de la villa de San Cristóbal Verapaz, realizó sus estudios primarios en la Escuela Nacional de la misma, en donde también fue maestro posteriormente. Entre las obras musicales que se inspiran en el paisaje de su tierra natal están: El Ruiseñor Verapaz, Río Polochic, Estadio Verapaz, Clavel Tinto, Tactic, Chamelco y Una tarde a la orilla del lago. Otras composiciones incluyen: Ciudad Capital, Tierras Salamatecas, Tiernas Gemelitas, Santo Tomás, etc. También compuso música sacra, incluyendo misas solemnes o completas, marchas fúnebres, misereres y se calcula que compuso cerca de trescientas melodías. Además, fue secretario municipal de Cobán, Tactic, San Juan Chamelco y de San Cristóbal Verapaz, y luego fue intendente municipal de Panzós por largo tiempo.